# Naucles quercus
Naucles quercus is een keversoort uit de familie bloemspartelkevers (Scraptiidae). De wetenschappelijke naam van de soort is voor het eerst geldig gepubliceerd in 1891 door George Charles Champion.